# Bruxelles-Ingooigem 1985
La Bruxelles-Ingooigem 1985, trentottesima edizione della corsa, si svolse il 12 giugno su un percorso con arrivo a Ingooigem. Fu vinta dal belga Eddy Vanhaerens della squadra Eurosoap-Crack Meubelen-Datakor davanti ai connazionali William Tackaert e Marc Van Geel.

## Ordine d'arrivo (Top 10)
| Pos. | Corridore         | Squadra                               | Tempo |
| ---- | ----------------- | ------------------------------------- | ----- |
| 1    | Eddy Vanhaerens   | Eurosoap-Crack Meubelen-Datakor       |       |
| 2    | William Tackaert  | Fangio-Ecoturbo-Eylenbosch            |       |
| 3    | Marc Van Geel     | Safir-Van de Ven                      |       |
| 4    | Willy Teirlinck   | Eurosoap-Crack-Diamant-Datakor        |       |
| 5    | Daniel Rossel     | Lotto-Merckx-Campagnolo-Vermarc Sport |       |
| 6    | Philippe Deleye   | Fangio-Ecoturbo-Eylenbosch            |       |
| 7    | Michel Goffin     | Hitachi-Splendor-Sunair-Marc          |       |
| 8    | Jan Baeyens       | Lotto-Merckx-Campagnolo-Vermarc Sport |       |
| 9    | Yvan Lamote       | Hitachi-Splendor-Sunair-Marc          |       |
| 10   | Walter Planckaert | Panasonic-Raleigh                     |       |